# Adrián Ortega
Adrián Ortega (La Habana; 1908-Madrid; 2 de abril de 1996) fue un autor, actor y director de teatro, cine y televisión.

## Biografía
Nacido en una familia de actores españoles de gira por América, se instala en España a los doce años. Tras finalizar la Guerra civil, emprende su carrera artística como meritorio en las compañías de José Alfayate y María Fernanda Ladrón de Guevara. De ahí pasaría a la Compañía de Pepe Isbert.
Pronto se especializa en papeles de galán cómico, despuntó especialmente en el género de la Revista, y a lo largo de su carrera actuó en muchos casos en la compañía de Matías Colsada, y junto a algunas de las más insignes representantes de ese tipo de espectáculo, como Celia Gámez, Queta Claver, Maruja Tomás, Addy Ventura y Vicky Lussón. 
Entre las más de sesenta revistas en las que participó, se incluyen La cuarta de A. Polo (1952), Mujeres o Diosas (1955), Las fascinadoras (1965), El barbero de Melilla (1965), Las intocables (1966), Vengan maridos a mí (1967), ¡Quiero ser mamá! (1967), Las atrevidas (1968), El chulo (1968), Una noche movidita (1968), Trasplantes de marido (1969) y Mi marido es un tormento (1970). También intervino en comedias como Julieta tiene un desliz (1971), junto a Lilí Murati.
También hizo incursiones en la creación. Su primera comedia, Telia de Montrex, fue estrenada por la Compañía de María Fernanda Ladrón de Guevara. A él se debe también uno de los mayores éxitos de Celia Gámez, La estrella de Egipto, con música de Fernando Moraleda, y en la que se interpretaba el famoso pasodoble El beso. Escribió igualmente Las siete llaves, Mujeres odiosas, Madame Verdoux, Tan perfecto no te quiero, Las viudas de alivio, Don Armando Gresca o Una viuda original.
Debutó en el cine en 1955 con la película Rapto en la ciudad (1955), de Rafael J. Salvia. Participó en cerca de sesenta películas que incluyen Historias de la radio (1955), Las chicas de la Cruz Roja (1962), El balcón de la luna (1962), Marisol rumbo a Río (1963), Historias de la televisión (1965), No desearás al vecino del quinto (1970), Patrimonio nacional (1981) o Tata mía (1986). 
Intervino también en la serie de TVE La Barraca, basada en la novela de Vicente Blasco Ibáñez.

## Filmografía
- Tata mía (1986)
- El rollo de septiembre (1985)
- Al este del oeste (1984)
- El arreglo (1983)
- La loca historia de los tres mosqueteros (1983)
- Juana la loca... de vez en cuando (1983)
- Agítese antes de usarla (1983)
- El currante (1983)
- J.R. contraataca (1983)
- Las autonosuyas (1983)
- Le llamaban J.R. (1982)
- El gran mogollón (1982)
- El hijo del cura (1982)
- Cristóbal Colón, de oficio... descubridor (1982)
- Padre no hay más que dos (1982)
- ¡Que vienen los socialistas! (1982)
- Brujas mágicas (1981)
- ¡Qué gozada de divorcio! (1981)
- Un millón por tu historia (1981)
- La masajista vocacional (1981)
- ¿Dónde estará mi niño? (1981)
- Queremos un hijo tuyo (1981)
- Los liantes (1981)
- Patrimonio nacional (1981)
- Todos al suelo (1981)
- El primer divorcio (1981)
- El liguero mágico (1980)
- Hijos de papá (1980)
- Yo hice a Roque III (1980)
- El erótico enmascarado (1980)
- ...Y al tercer año, resucitó (1980)
- Los bingueros (1979)
- El apolítico (1977)
- Tres días de noviembre (1977)
- Un día con Sergio (1977)
- Alcalde por elección (1976)
- Nosotros, los decentes (1976)
- Los pecados de una chica casi decente (1975)
- Solo ante el Streaking (1975)
- Dormir y ligar: todo es empezar (1974)
- Guapo heredero busca esposa (1972)
- Los gallos de la madrugada (1971)
- No desearás al vecino del quinto (1970)
- La banda de los tres crisantemos (1970)
- De Picos Pardos a la ciudad (1969)
- Pecados conyugales (1968)
- La tía de Carlos en mini-falda (1966)
- Currito de la Cruz (1965)
- Historias de la televisión (1965)
- El espontáneo (1964)
- Como dos gotas de agua (1964)
- Llegar a más (1963)
- Marisol rumbo a Río (1963)
- La verbena de la Paloma (1963)
- Vuelve San Valentín (1962)
- El balcón de la luna (1962)
- El grano de mostaza (1962)
- Llovidos del cielo (1962)
- Llama un tal Esteban (1960)
- Las chicas de la Cruz Roja (1958)
- Historias de la radio (1955)
- Rapto en la ciudad (1955)
- Mamá, soy virgen (1956)

- Datos: Q5658576